# Hypena palpitralis
Hypena palpitralis är en fjärilsart som beskrevs av Walker 1859. Hypena palpitralis ingår i släktet Hypena och familjen nattflyn. Inga underarter finns listade i Catalogue of Life.